# Élection présidentielle camerounaise de 1965

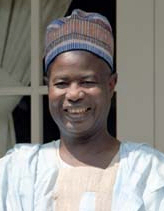
Ahmadou Ahidjo

L'élection présidentielle camerounaise de 1965 s'est tenue le 20 mars 1965. Le président sortant Ahmadou Ahidjo est le seul candidat et l’emporte avec 100 % des résultats. Il représente l’Union camerounaise-Parti national-démocratique du Cameroun. La participation est de 95,1 %.

## Contexte
| Candidat               | Parti                  | Votes     | %   |
| ---------------------- | ---------------------- | --------- | --- |
| Ahmadou Ahidjo         | UC-KNDP                | 2 700 697 | 100 |
| Votes invalides/blancs | Votes invalides/blancs | 1 401     | -   |
| Total                  | Total                  | 2 702 098 | 100 |